# 恰克 CHAGE精選集
『恰克 CHAGE精選集』（チャクー チャゲせいせんしゅう）はCHAGEのベスト・アルバム。

## 解説
1998年5月18日、5月19日に上海体育館で行われたCHAGE初のソロコンサート『上海之行演唱会』に先駆けて中国で発売されたベスト・アルバム。
本作発売時点で、CHAGE名義でのソロ作品は発売されていなかったため、MULTI MAXとCHAGE&ASKAの楽曲の中から選曲されている。
日本国内向けに発売されたベスト・アルバムが『CHAGE BEST SONGS/PROLOGUE』である。

## 収録曲
| #         | タイトル                           | 作詞            | 作曲            | 編曲                 | アーティスト | 時間  |
| --------- | ---------------------------------- | --------------- | --------------- | -------------------- | ------------ | ----- |
| 1.        | 「Windy Road」                     | 澤地隆          | CHAGE           | 村上啓介             | MULTI MAX    | 7:09  |
| 2.        | 「勇気の言葉」                     | 澤地隆          | CHAGE、村上啓介 | 村上啓介             | MULTI MAX    | 5:17  |
| 3.        | 「Love」                           | 青木せい子      | CHAGE           | 村上啓介             | MULTI MAX    | 4:51  |
| 4.        | 「Reason」                         | 澤地隆          | CHAGE           | 十川知司             | CHAGE&ASKA   | 4:53  |
| 5.        | 「Mr.Liverpool」                   | CHAGE           | 村上啓介        | 村上啓介             | MULTI MAX    | 5:10  |
| 6.        | 「終章（エピローグ）〜追想の主題」 | CHAGE、田北憲次 | CHAGE           | 瀬尾一三             | CHAGE&ASKA   | 5:36  |
| 7.        | 「NとLの野球帽」                   | CHAGE           | CHAGE           | 重実徹               | CHAGE&ASKA   | 6:04  |
| 8.        | 「レノンのミスキャスト」           | 澤地隆          | CHAGE           | 村上啓介             | CHAGE&ASKA   | 4:30  |
| 9.        | 「告白」                           | 青木せい子      | CHAGE           | 十川知司             | CHAGE&ASKA   | 5:46  |
| 10.       | 「ベンチ」                         | CHAGE           | CHAGE           | 十川知司             | CHAGE&ASKA   | 5:10  |
| 11.       | 「月が言い訳をしてる」             | CHAGE、村上啓介 | CHAGE、村上啓介 | 村上啓介             | MULTI MAX    | 6:44  |
| 12.       | 「Some Day」                       | 澤地隆          | CHAGE           | 村上啓介、BLACK EYES | CHAGE&ASKA   | 5:57  |
| 合計時間: | 合計時間:                          | 合計時間:       | 合計時間:       | 合計時間:            | 合計時間:    | 67:07 |

## 楽曲解説
1. Windy Road
MULTI MAXとして1991年4月12日に発売した2ndシングル。
本作に収録されているのは、1992年12月2日発売のベストアルバム『MAX TOOL VOL.1』に収録されているバージョン。
2. 勇気の言葉
MULTI MAXとして1993年4月7日に発売した5thシングル。
3. Love
MULTI MAXとして1991年11月6日に発売した3rdシングル。
4. Reason
CHAGE&ASKAとして1990年8月29日に発売した13thアルバム『SEE YA』収録曲。
5. Mr.Liverpool
MULTI MAXとして1996年11月7日に発売した7thシングル「どうだい」カップリング曲。
6. 終章（エピローグ）〜追想の主題
CHAGE&ASKAとして1980年4月25日に発売した1stアルバム『風舞』収録曲。
7. NとLの野球帽
CHAGE&ASKAとして1996年2月19日に発売した38thシングル「river」カップリング曲。
8. レノンのミスキャスト
CHAGE&ASKAとして1988年に発売した10thアルバム『RHAPSODY』収録曲。
9. 告白
CHAGE&ASKAとして1991年7月24日に発売した27thシングル「SAY YES」カップリング曲。
10. ベンチ
CHAGE&ASKAとして1995年に発売した17thアルバム『Code Name.1 Brother Sun』収録曲。
11. 月が言い訳をしてる
MULTI MAXとして1994年11月16日に発売した4thアルバム『Well,Well,Well』収録曲。
12. Some Day
CHAGE&ASKAとして1991年1月30日に発売した26thシングル「太陽と埃の中で」カップリング曲。
CONCERT TOUR '90-'91 "SEE YA!!" からのライブ音源。
原曲はMULTI MAXとして1989年10月21日に発売した1stシングル。